# Lepisiota cacozela
Lepisiota cacozela är en myrart som först beskrevs av Hermann Stitz 1916.  Lepisiota cacozela ingår i släktet Lepisiota och familjen myror. Inga underarter finns listade i Catalogue of Life.